# فاخره یونس
فاخره یونس (اردو: فاخره یونس) (۱۹۷۹ – ۱۷ مارس ۲۰۱۲)(۱۳۵۸ تا ۱۴۰۰) زن پاکستانی بود که قربانی حمله با اسید شد؛ حمله‌ای که صورت او را به‌شدت مجروح کرد. او در طول ده سال، ۳۹ عمل جراحی را پشت سر گذاشت. فاخره در ۳۳ سالگی خودکشی کرد.

## زندگی
فاخره یونس در یکی از محله‌های «چراغ قرمز» پاکستان رقاص بود، زمانی که با همسر آینده‌اش، بلال کهر، آشنا شد. بلال پسر غلام‌مصطفی کهر، فرمان‌دار و وزیر ارشد پیشین استان پنجاب، بزرگ‌ترین استان پاکستان بود. آنها به مدت سه سال با هم ازدواج کردند، اما فاخره در نهایت او را ترک کرد و مدعی شد که مورد آزار جسمی و کلامی قرار گرفته است. او هم‌چنین ادعا کرد که بلال در می ۲۰۰۰ به دیدنش آمده و در حضور پسر ۵ ساله‌اش (از همسر دیگرش)، اسید بر روی صورتش ریخته است.
بلال کهر ادعا کرد که فرد مهاجم شخص دیگری با نام او بوده است. او از تمام اتهامات مربوط به این حادثه تبرئه شد. تهمینه دُرانی، نامادری بلال، فاخره یونس را برای درمان به رم، ایتالیا فرستاد. در ابتدا درخواست ویزای او رد شد، اما تحت فشار افکار عمومی، اجازه یافت که به ایتالیا سفر کند.دُرانی شرکت آرایشی ایتالیایی Saint Angelic و دولت ایتالیا را برای درمان او وارد ماجرا کرد. هم‌چنین سازمان غیردولتی ایتالیایی Smile Again به رهبری کلاریس فِلی برای کمک به مراقبت از زنانی که دچار سوختگی‌های شدید شده‌اند وارد پاکستان شد. فاخره یونس در سال ۲۰۰۵ خاطرات خود را با عنوان «Il volto cancellato» (چهره محوشده) منتشر کرد.
فاخره یونس با پریدن از طبقه ششم یک ساختمان در رم، ایتالیا، به زندگی خود پایان داد. پیکر او توسط تهیمینه دورانی به پاکستان بازگردانده شد و در پرچم‌های ایتالیا و پاکستان پیچیده شده بود. نماز جنازه‌ی فاخره در بنیاد ایدهی در منطقه «کهارادر» برگزار شد. او در شهر کراچی پاکستان، در منطقهٔ دیفنس به خاک سپرده شد.

## میراث
حمله به فاخره یونس، روند دادگاهی شدن پرونده‌اش و در نهایت خودکشی او، توجه بین‌المللی را به خود جلب کرد و وضعیت قربانیان اسیدپاشی در پاکستان را در کانون توجه قرار داد. بین سال‌های ۲۰۰۷ تا ۲۰۱۶، در مجموع ۱۳۷۵ مورد اسیدپاشی در این کشور ثبت شده است؛ یعنی به‌طور میانگین حدود ۱۵۳ مورد در سال. با این حال، تنها ۵۶٪ قربانیان زن هستند، یعنی حدود ۸۵ زن در سال. فاخره در فیلم مستند تحسین‌شدهٔ چهره نجات‌یافته (Saving Face) که دربارهٔ قربانیان اسیدپاشی در پاکستان ساخته شده بود، حضور داشت. این فیلم کمتر از یک ماه پیش از خودکشی فاخره موفق به دریافت اولین جایزه اسکار برای پاکستان شد.به‌دلیل آگاهی‌رسانی گسترده‌ای که با کمک او صورت گرفت، تعداد حملات اسیدی در پاکستان به‌طور پیوسته رو به کاهش گذاشته است.
«در سال‌های ۲۰۱۶ و ۲۰۱۷، در مجموع ۷۱ قربانیِ اسیدپاشی گزارش شد، در حالی‌که بین سال‌های ۲۰۱۸ تا ۲۰۱۹، این رقم به ۶۲ مورد کاهش یافت.» افزون بر این، قوانین حمایتی جدیدی برای زنان وضع شده است، از جمله لایحه جرم اسیدپاشی و سوختگی (۲۰۱۷) که «درمان پزشکی رایگان و توان‌بخشی برای قربانیان سوختگی با اسید را فراهم می‌کند، چرا که این افراد اغلب با آسیب‌های جسمی و روانی مادام‌العمر مواجه‌اند.» این فیلم مستند به‌طور مستقیم در تصویب چنین قوانینی در پارلمان پاکستان نقش مؤثری ایفا کرد.